# Ernst Erhard Müller
Ernst Erhard Müller (* 18. November 1921 in Rheinfelden; † 16. September 2010) war ein Schweizer Germanist, der als Professor an der Universität Basel wirkte. Er publizierte zum historischen Baseldeutsch, zu Wort- und Sprachgegensätzen im historischen Schweizerdeutsch und überhaupt zur Wortgeschichte.

## Leben
Müller besuchte in seinem Bürgerort Rheinfelden die Volksschule und anschliessend in Basel das Humanistische Gymnasium. Nach der Matur immatrikulierte er sich an der Universität Basel für Germanistik, Geschichte und Kunstgeschichte und promovierte 1950 mit der Arbeit Die Basler Mundart im ausgehenden Mittelalter zum Dr. phil. Nach Aufenthalten an den Universitäten in Paris, Zürich und Münster (Westfalen) konnte er 1953/1954 die Arbeit am Schweizerischen Idiotikon und am Sprachatlas der deutschen Schweiz kennenlernen.
1958 habilitierte sich Müller ebenfalls in Basel mit der Arbeit Wortgeschichte und Sprachgegensatz im Alemannischen. 1960 erhielt er einen Lehrauftrag, und 1961 wurde er zum ausserordentlichen Professor ernannt – um zu verhindern, dass er einem Ruf an die Universität Marburg folgte. 1967 schuf die Fakultät einen neuen Lehrstuhl für «Deutsche Sprachwissenschaft und Ältere deutsche Literaturgeschichte» und besetzte ihn mit Müller, was die National-Zeitung zum Anlass nahm, ihn geradezu euphorisch als «Hotzenköcherle junior» zu bezeichnen.
Aus gesundheitlichen Gründen – Müller litt an einer «atypischen Trigeminus-Neuralgie» (eine Trigeminusneuralgie oder atypischer Gesichtsschmerz?) – musste er schon ab 1971 verschiedentlich um eine Entlastung bitten; 1975 wurde er teilpensioniert, und 1979 trat er ganz zurück.
Müller war ab 1965 Mitglied des Wissenschaftlichen Rats des Instituts für Deutsche Sprache in Mannheim.

## Schaffen
Müller lehrte, forschte und publizierte über die spätmittelalterliche und frühneuzeitliche Sprache und Literatur der Deutschschweiz, über Namenkunde und Wortbildungslehre sowie über Wortgeschichte. Sein besonderes Interesse galt der historischen Dialektologie. Infolge seiner nur kurzen Tätigkeit als Hochschullehrer blieb sein Schaffen im Rahmen der schweizerischen Germanistik allerdings ohne grossen Widerhall (eine seiner wenigen Doktorierenden war Ruth Jörg) und fand auch nach seinem Rücktritt keine Fortsetzung.
Die historische Dialektologie ist zwangsläufig auf geschriebene Quellen angewiesen. Müller kritisierte aber, dass Karl Weinhold, Anton Birlinger, Friedrich Kauffmann und Karl Bohnenberger, die im 19. Jahrhundert über das historische Alemannisch und Schwäbisch publizierten, zu wenig bestrebt gewesen seien, Elemente der gesprochenen Sprachen von denjenigen der Kanzleisprache zu trennen. Allein Renward Brandstetter habe hierzu damals methodische Überlegungen angestellt und in seinen Schriften umgesetzt. Für seine Untersuchung der Basler Mundart im ausgehenden Mittelalter und in der frühen Neuzeit (1953), die er auf Anregung seines Lehrers Friedrich Ranke verfasste, orientierte er sich in der Folge ganz an Brandstetters Prolegomena zu einer urkundlichen Geschichte der Luzerner Mundart von 1890, wie es im Vorwort heisst. Als Quellen wertete er hauptsächlich Zeugenaussagen vor dem Schultheissengericht aus der Zeit von 1420 bis 1644 aus, da erstens solche Protokolle näher an der gesprochenen Sprache sind als beispielsweise Chroniken, zweitens vor dem Schultheissengericht Alltagsthemen verhandelt wurden und drittens bei diesen Protokollen eine seltene Kontinuität vorliegt. Diese Protokolle untersuchte er auf Lautung und Wortschatz, zum Beispiel den Schwund von /n/ am Auslaut und vor stimmlosem Reibelaut (Staubsches Gesetz), die Velarisierung von /nd/, die Entrundung palataler Vokale, die (Nicht-)Verschiebung von /k/ im Anlaut und die Diphthongierung der Vokale im Hiat, wobei auch Hyperkorrekturen wertvolle Aussagen zum historischen Lautstand machen.
Auch für seine Untersuchung der schweizerdeutschen Wortgeschichte im Spiegel des Gegensatzes zwischen Basel und Zürich (1960) griff er auf historische Gerichtsakten zurück. Im Fokus stand hier eine Auswahl lexikalischer Innovationen, die teils für das westliche Basel und teils für das östliche Zürich typisch waren: Für Zürich untersuchte er das Aufkommen der Wörter Dult (Kirchenfest, Heiligentag, statt «Mëss»), sêchten (in Aschenlauge waschen, statt «bûchen»), Haller (etwa statt «Pfenning») und Hochzît (statt «Brûtlouf»), für Basel dasjenige von Trübel (statt «Trûben»), lësen, herbsten (statt «wimmen»), Brotbeck (statt «Pfister») und Fënster, Laden (statt «Beien», «Balchen»). In der Interpretation des Befunds lehnte Müller die Resultate der «neueren Sprachforschung» – gemeint war insbesondere diejenige Theodor Frings – ab, wonach Sprachräume als Folge geschichtlicher «Gebilde», von Herrschafts-, Kultur- und Wirtschaftsräumen zu sehen seien. Müller interpretierte sie für den alemannischen Raum rein topographisch, wobei der Schwarzwald die wichtigste Barriere und damit Trennlinie im alemannischen Raum gewesen sei und diese Zweiteilung im Norden sich südlich des Rheins fortsetze. Die sprachlichen Neuerung der westlichen deutschen Schweiz seien über das Westalemannische des Oberrheingebiets in die Schweiz gelangt, diejenigen der östlichen Deutschschweiz über den Bodenseeraum aus dem schwäbischen Ostalemannisch. In der Folge kritisierte er ausdrücklich Friedrich Maurers Dreiteilung des Alemannischen; zuerst habe eine Zweiteilung bestanden, die später einerseits überlagert worden sei von der Sonderstellung des Südens, der ein Gebiet des sprachlichen Rückzugs verbunden mit eigenständigen Entwicklungen sei, und anderseits durch die Sonderentwicklung Schwabens, einer sprachlich innovativen Region. Erst damit habe sich die von Maurer festgestellte Dreiteilung herausgebildet.
Müllers Arbeit Wortgeschichte und Sprachgegensatz stiess bei Bruno Boesch und bei Kurt Meyer allerdings auf viel Widerspruch. Laut Boesch waren Basel und Zürich als Gegenpole unglücklich gewählt; statt Zürich, das schon eine mittlere Position im Südalemannischen einnehme, hätte als Gegenpart zu Basel besser St. Gallen gewählt werden sollen, doch das für die Deutschschweiz ergiebigste Gegensatzpaar wären Bern und Zürich gewesen. Boesch kritisierte auch Müllers Ablehnung «geschichtlicher Gebilde» als Sprachraumgestalter: Das Fürstbistum Basel, das vom Oberrhein über den Jura bis an den Rand des Schweizer Mittellands ausgriff, habe nachweislich die Ausbreitung nördlicher Spracherscheinungen bis nach Solothurn und ins Seeland befördert. Und dass das Schweizer Mittelland trotz allen Unterschieden sprachlich durchaus eine Einheit bilden konnte, zeige zum einen die Namenkunde und zum andern beispielsweise die allgemein geltende Verschiebung von /k/ zu /ch/ und die Hiatdiphthongierung (schnîen > schneien; bûwen > bouen). Die sprachliche Zweiteilung des Schweizerischen Mittellands in eine westliche und eine östliche Hälfte sei vergleichsweise jung und gründe letztlich im Fehlen eines städtischen Zentrums zwischen Zürich und Bern. Kurt Meyer bezeichnete Müllers Interpretation als für die Sprachgeographie wenig ergiebig. Dieser habe kaum zu Recht aus dem Unterschied des Wortgebrauchs in Zürich und Basel schon auf die Brünig-Napf-Reuss-Linie geschlossen, die man für diese frühe Zeit gar nicht nachweisen könne, und woher wolle Müller wissen, dass die schweizerdeutschen Ost-West-Gegensätze wirklich älter seien als die verschiedentlich postulierte «Sonderstellung» des Südalemannischen?
In seinem späteren Aufsatz Zur Stellung des Schweizerdeutschen im Alemannischen (1963) hielt Müller zwar an seiner These einer schon frühen sprachlichen Zweiteilung der deutschen Schweiz grundsätzlich fest, postulierte aber für die Zeit des späten 13. und frühen 14. Jahrhunderts – als die Habsburger nach dem Aussterben der Kyburger grosse Teil der alemannischen Schweiz unter sich vereinigt hatten – eine Phase, in der gesamtdeutschschweizerische Neuerungen möglich gewesen seien. Als Beispiele sah er die Wörter Hërd für «Erde, Grund, Humus», reichen für «holen» und Jungfrau für «Magd» sowie die Kurzformen auf -tschi in Namen wie Bertschi, Dietschi, Fritschi.

## Publikationen
Bücher:
- Die Basler Mundart im ausgehenden Mittelalter (= Basler Studien zur deutschen Sprache und Literatur. Heft 14). Francke, Bern 1953.
- Wortgeschichte und Sprachgegensatz im Alemannischen. Francke, Bern 1960.
- Großvater, Enkel, Schwiegersohn. Untersuchungen zur Geschichte der Verwandtschaftsbezeichnungen im Deutschen. Winter, Heidelberg 1979.

Aufsätze:
- Zur historischen Mundartforschung. In: Beiträge zur Geschichte der deutschen Sprache und Literatur 74, 1952, S. 454–485.
- Ein Schlagwort des 16. Jahrhunderts [«Kalthans»]. In: Schweizer Volkskunde 46, 1956, 49–56.
- Zur Stellung des Schweizerdeutschen im Alemannischen. In: Paul Zinsli, Oskar Bandle, Peter Dalcher, Kurt Meyer, Rudolf Trüb, Hans Wanner (Hrsg.): Sprachleben der Schweiz. Sprachwissenscühaft, Namenforschung, Volkskunde. [Festschrift für Rudolf Hotzenköcherle.] Francke, Bern 1963, S. 57–74.
- Synchronie – Diachronie am Beispiel aus der Wortgeschichte: Knabe, Bube, Junge. In: Sprache der Gegenwart 5, 1968, S. 129–146.
- Das mittelalterliche und das reformatorische ‚fromm‘. In: Beiträge zur Geschichte der deutschen Sprache und Literatur 95, 1973, S. 333–357.